# Václav Pichl
Václav Pichl (25. září 1741 Bechyně – 23. leden 1805 Vídeň) byl český hudební skladatel a houslista.

## Život

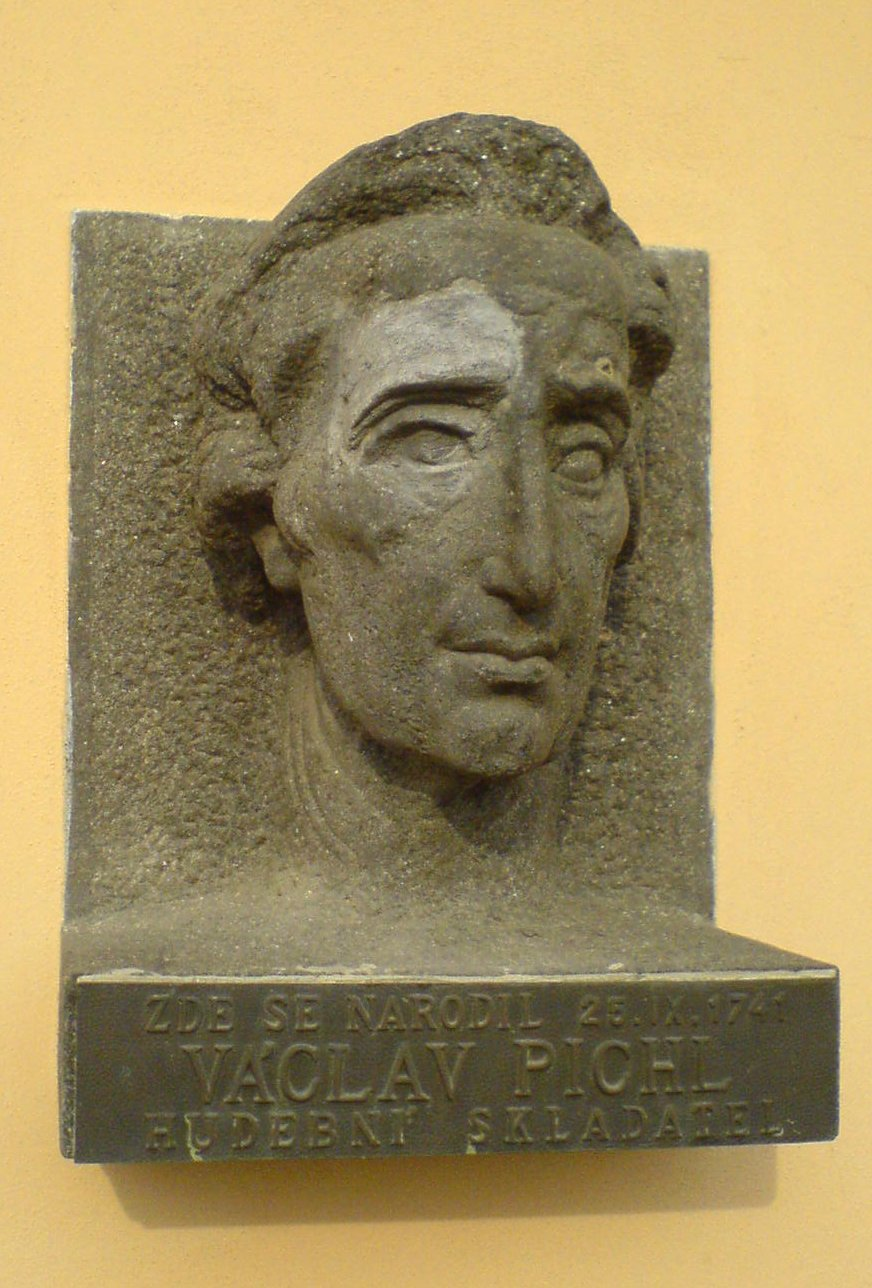
Busta V. Pichla na rodném domě v Bechyni

Prvního hudebního vzdělání se mu dostalo v Bechyni od kantora Jana Pokorného. V letech 1752 až 1758 působil jako zpěvák v jezuitské koleji v Březnici. Později studoval v Praze filosofii, teologii a práva, v té době byl současně houslistou v jezuitském semináři Sv. Václava. Roku 1762 získal uplatnění jako první houslista v kostele Matky Boží před Týnem, kde studoval u varhaníka Josefa Segera kontrapunkt. Roku 1765 se stal díky pozvání Karla Ditterse z Dittersdorfu houslistou v orchestru biskupa Adama Patačiče v dnešní Oradei. Zde působil až do roku 1769, kdy orchestr zanikl.
V roce 1769 obdržel nabídku na místo dirigenta v Petrohradě, kterou odmítl a naopak přijal místo kapelníka u hraběte Hartiga v Praze. Po dvou letech, roku 1770, se stal prvním houslistou ve vídeňském dvorním divadle. V roce 1775 se stal na doporučení císařovny Marie Terezie hudebním ředitelem arcivévody Ferdinanda Karla, správce Lombardie, v Miláně. V Itálii dosáhl vrcholu své umělecké činnosti. Zde zkomponoval většinu svých oper a symfonických děl a dostalo se mu i významného ocenění. V roce 1779 se stal členem Filharmonické společnosti v Mantově a v roce 1782 v Bologni.
Roku 1796 byla Lombardie napadena francouzskými vojsky a při těchto událostech byl zničen jeho archiv a sbírky. Vrátil se do Vídně kde arcivévodovi sloužil až do své smrti. Zemřel náhle na mrtvici 23. ledna 1805 při houslovém koncertu, který hrál v Lobkovickém paláci ve Vídni.
28. září 1941 mu byla odhalena pamětní deska na rodném domě v Bechyni.
Pichl hovořil česky, německy, italsky, francouzsky a latinsky. Přestože žil dlouhou dobu v cizině, nepřerušil styk s českým prostředím. Komponoval písně na české texty, napsal dějiny českých hudebníků v Itálii a přeložil libreto Mozartovy opery Kouzelná flétna. Vedle hudby byl i literárně činný. Kromě výše zmíněných dějin českých hudebníků napsal i řadu operních libret, jak pro vlastní potřebu, tak i pro jiné skladatele.

## Hudební dílo
Václav Pichl je autorem téměř 400 skladeb:
- 89 symfonií
- 30 koncertů
- 20 oper
- 30 mší
- řady komorních děl, mj. skladeb pro smyčcový nástroj baryton.